# Juana de Ibarbourou
Juana Fernández Morales de Ibarbourou, známá i jako Juana de América (8. března 1892, Melo – 15. července 1979, Montevideo), byla uruguayská básnířka. Její poezie je často velmi erotická. V roce 1909, ve věku 17 let vydala svou první knihu, prózu Derechos femeninos (Práva žen), jíž začala svou celoživotní kariéru feministky. K jejím nejznámějším feministickým básním patří La Higuera či Como La Primavera. Její osobní život provázela tragédie, když se jediný syn Julio stal gamblerem a narkomanem a Juana utratila téměř všechny své peníze, aby zaplatila jeho dluhy a náklady na jeho lékařskou péči. Byla čtyřikrát nominována na udělení Nobelovy ceny za literaturu.

## Vyznamenání
- Řád andského kondora – Bolívie, 1937
- Řád peruánského slunce – Peru, 1938
- Řád Jižního kříže – Brazílie, 1945
- Řád Carlose Manuela de Céspedes – Kuba, 1951
- Řád Quetzala – Guatemala, 1960